# Grande École

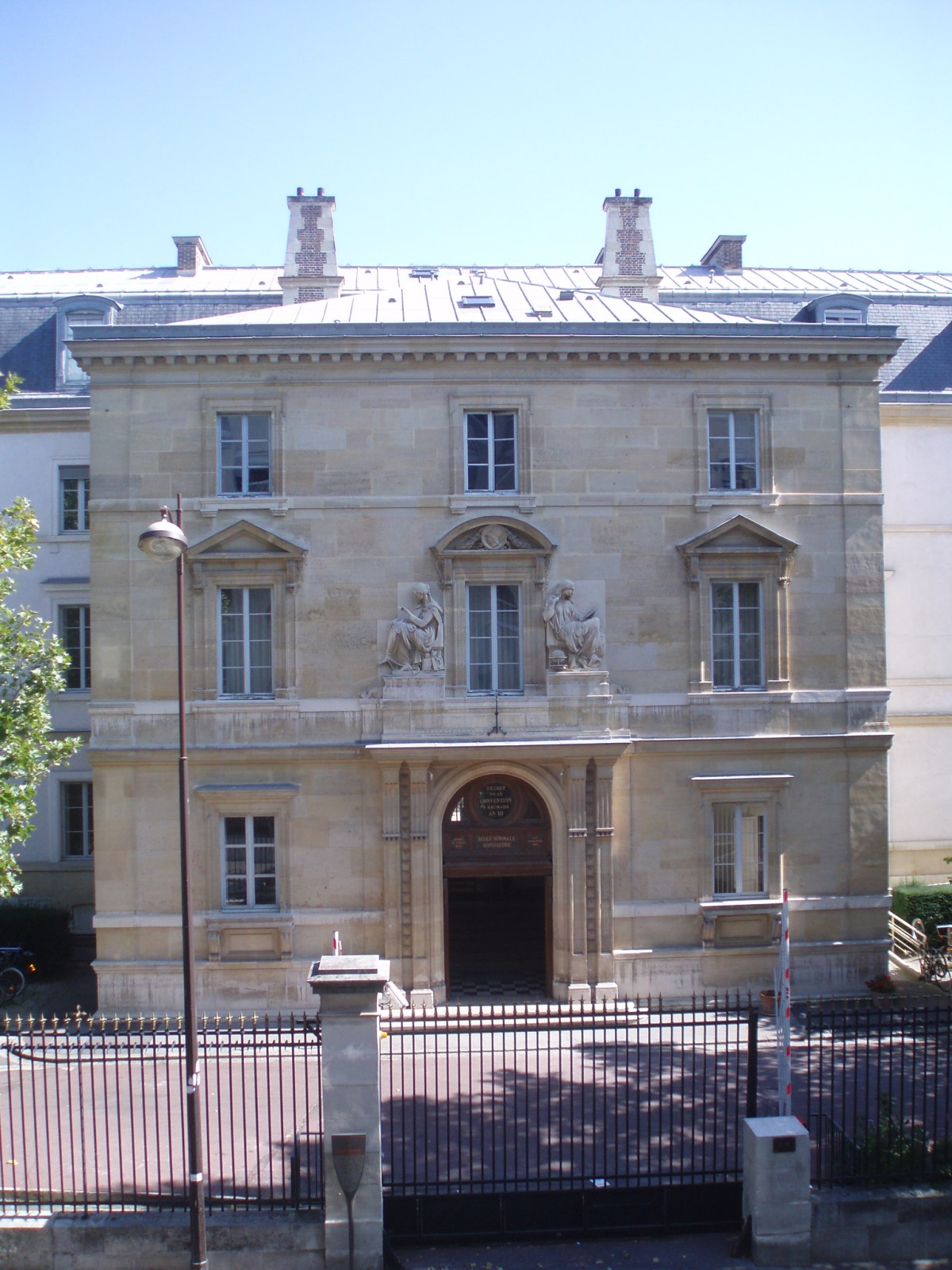
Die ENS Paris ist eine typische Grande École

Die französische Grande École (französisch, deutsch „Große Schule“) ist eine spezialisierte Hochschule, an der in der Regel ein bestimmtes Fach bzw. eine Gruppe verwandter Fächer unterrichtet wird, das Fachstudium aber mit vielen allgemeinbildenden und persönlichkeitsfördernden Elementen verbindet. Diese Schulen fungieren als Ausbildungsstätten der Führungselite in Staat, Militär, Wirtschaft, Wissenschaft und Kultur und bilden entsprechend die angesehenste Gruppe des französischen Hochschulsystems. Sie rangieren im Prestige weit vor den Universitäten.
Es existiert jedoch keine rechtliche Definition einer Grande École und der Begriff ist nicht geschützt. Üblicherweise erstreckt sich der Begriff daher auf die Mitgliedshochschulen der Conférence des grandes écoles. Ein alternativer Begriff ist École Supérieure („Höhere Schule“).

## Historische Entwicklung
Im Laufe der Revolution (1789–1799) wurden die seit dem Mittelalter existierenden französischen Universitäten aufgelöst (die Sorbonne zum Beispiel am 5. April 1792) oder geschlossen. Erst unter Napoleon wurden 1808 in 12 Städten Universitäten neu gegründet. Parallel zu den Universitäten, die weiterhin in Fakultäten gegliedert und für die traditionellen Fächer Jura und Medizin sowie die allgemeinbildenden „lettres“ (Literatur/Philosophie/Philologie) zuständig waren, wurden nach und nach Hochschulen eines neuen Typs geschaffen, deren Ausbildung sich meist auf ein einziges Fach bzw. eine Gruppe eng verwandter Disziplinen bezog und dem Staat loyale und kompetente Fachbeamte liefern sollte. Ein wichtiges Merkmal dieser Einrichtungen war von Anbeginn an die begrenzte, am erwarteten Absolventenbedarf ausgerichtete Zahl von Studienplätzen und der eingeschränkte, durch Aufnahmeprüfungen (Concours) kanalisierte Zugang. Als im späteren Verlauf des 19. Jahrhunderts die Industrie- und Handelskammern Wirtschaftshochschulen (écoles de commerce) zu gründen begannen, folgten sie dem Vorbild der staatlichen Hochschulen.
Die Nachfolger dieser Einrichtungen, die heutigen Grandes Écoles, haben sich, nicht zuletzt dank der strengen Auslese, die sie praktizieren können, seit langem zu Elitehochschulen entwickelt. In denjenigen Fächern, z. B. Wirtschaft, wo es mehrere Grandes Écoles gibt, sind Vergleiche innerhalb der betreffenden Kategorie möglich und Rankings selbstverständlich. Auch haben die traditionsreichen älteren Grandes Écoles ein höheres Prestige als jüngere Einrichtungen und gelten die in und bei Paris ansässigen fast immer mehr als die in der Provinz.

## Ausbildungsverlauf

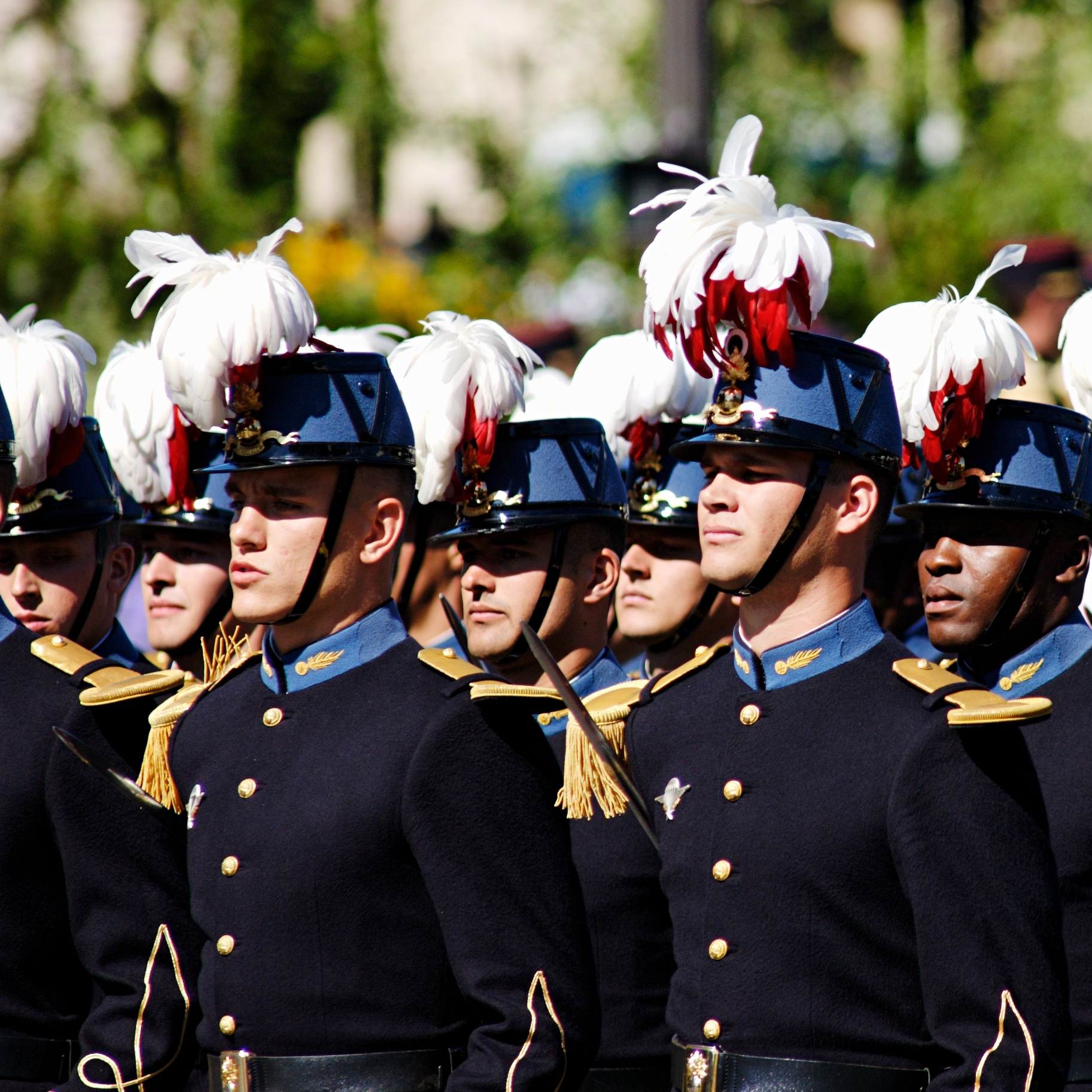
Offiziersanwärter einer militärischen Grande École (Saint-Cyr) bei einer Parade

Die Ausbildung an einer Grande École dauert im Normalfall drei Jahre (2ème bzw. 2nd cycle) und schließt mit dem diplôme bzw. einem Master-Abschluss: Um zur Aufnahmeprüfung zugelassen zu werden, müssen die Interessenten nach dem „bac“ für zwei Jahre sogenannte Classes préparatoires (prépas) besucht haben, die auf die betreffende Hochschulkategorie vorbereiten. Diese Vorbereitungskurse werden meist von ausgewählten Gymnasien, seltener direkt von den Grandes Écoles angeboten (1er cycle). Die Teilnehmer der prépas haben ein großes Arbeitspensum zu leisten, werden von den besten Lehrern der betreffenden Gymnasien unterrichtet und sind in der Regel hoch motiviert. Erhalten sie im Concours keinen Studienplatz an der gewünschten Hochschule oder wenigstens Hochschulkategorie, können sie sich an einer Universität einschreiben, und zwar normalerweise in das dritte Studienjahr. Auch gelten sie dort keineswegs als Versager, sondern als Studenten mit soliden Vorkenntnissen und hohem Potential.
Die Begrenzung der Studienplatzzahlen und die entsprechenden Concours sind für die Träger der Grandes Écoles (Staat oder private Träger) ein wichtiges Steuerungselement. Der zu erwartende Bedarf an Absolventen wird möglichst genau ermittelt, und wie bei einer Ausschreibung wird jedes Jahr die entsprechende Anzahl von Studienplätzen vergeben. Eine gewisse Unsicherheit hierbei ergibt sich seit einiger Zeit daraus, dass der Frauenanteil unter den zum Studium Zugelassenen stark wächst, aber längst nicht alle Absolventinnen die ihnen zugedachten Stellen antreten.
Für die Zulassung zu einem Master-Programm wird üblicherweise ein Bachelor-Abschluss vorausgesetzt.
Wer einmal zugelassen ist und damit élève (französisch für „Zögling/Schüler“, die traditionelle Bezeichnung der Studenten der Grandes Écoles) wird, schließt in aller Regel das Studium erfolgreich ab. Abbrecher sind wegen der strengen Auslese bei der Zulassung praktisch unbekannt – anders als an den frei zugänglichen Universitäten, wo rund 40 % der Studienanfänger ohne Abschluss bleiben. Hauptziel der „Eleven“ ist oft ein guter Platz auf der Rangliste der Absolventen ihrer promotion, d. h. ihres Jahrganges: je höher der Platz auf der Liste, desto größer sind die Chancen, eine der besten der verfügbaren Stellen wählen zu können. Dies trifft vor allem auf das Staatskorps zu.
Die Grandes Écoles unterstehen in ihrer Mehrzahl (anders als die Universitäten) nicht dem Bildungsministerium, sondern Fachministerien, z. B. die École polytechnique dem Verteidigungsministerium, die École Nationale des Ponts et Chaussées dem Umweltministerium oder die École nationale d’administration dem Innenministerium. Die Wirtschaftshochschulen (Écoles de commerce) unterstehen in der Regel den Industrie- und Handelskammern.
Studenten an einigen staatlichen Grandes Écoles erhalten, wenn sie sich verpflichten, in den Staatsdienst einzutreten und dort zehn Jahre zu bleiben, bereits während des Studiums ein Gehalt. Die Mehrheit der staatlichen Grandes Écoles verlangt nur niedrige Studiengebühren, doch bei nichtstaatlichen Grandes Écoles, insbesondere bei den meisten Handelshochschulen, werden teilweise hohe Studiengebühren verlangt, die für einige Studenten von Unternehmen in Form von Stipendien übernommen werden.
Die Grandes Écoles bieten gute Studienbedingungen: hervorragende Lehre, darunter von vielen Lehrbeauftragten aus der Praxis, intensive persönliche Betreuung, moderne Lehrmittel, Auslandsaufenthalte u. Ä., aber auch leistungsbereite, sich gegenseitig motivierende Kommilitonen und das Bewusstsein der gemeinsamen Zugehörigkeit zu einer Elite. Dieses Zusammen- und Zugehörigkeitsgefühl wird naturgemäß mit hinübergenommen ins Berufsleben in Staat und Wirtschaft und führt dort zur Entstehung von Beziehungsnetzwerken unter den Ehemaligen, den anciens élèves, Netzwerke, die von Außenstehenden oft als undurchdringlich empfunden werden.
Eine der Schwächen der Grandes Écoles, die in letzter Zeit vermehrt in den Blick geraten, ist die traditionell geringe Zahl dort angesiedelter Forschungsinstitute und damit das Fehlen einer Verbindung von Forschung und Lehre. Auch fehlt es oft an gut eingespielten Promotionsmöglichkeiten. Letzteres erregt in Frankreich allerdings nur wenig Anstoß, weil der Doktortitel dort traditionell nur an Universitäten eine Rolle spielt und weit weniger gesellschaftliches Prestige einbringt als in Deutschland.
Ein anderer problematischer Punkt ist die soziologische Enge der Rekrutierungsbasis der Grandes Écoles. Sie ergibt sich vor allem aus dem Startvorteil der Bewerber aus gutbürgerlichen Kreisen, die von ihren Familien auf die besten Gymnasien und in die besten Vorbereitungsklassen geschickt worden sind und aus ihrem Milieu die von den Concours-Prüfern erwarteten Ausdrucksweisen und Umgangsformen mitbringen. Die Elitehochschulen lehren die „Unterordnung des Lernens unter den Druck der Dringlichkeit“ und begünstigen die Kandidaten, die „kaltblütig bleiben können“. Im Rückblick bleibt den Absolventen aufgrund der sozialen Homogenität der Mitstudenten oft „die verzaubernde Erfahrung eines sozialen Paradieses“.

## Fachrichtungen

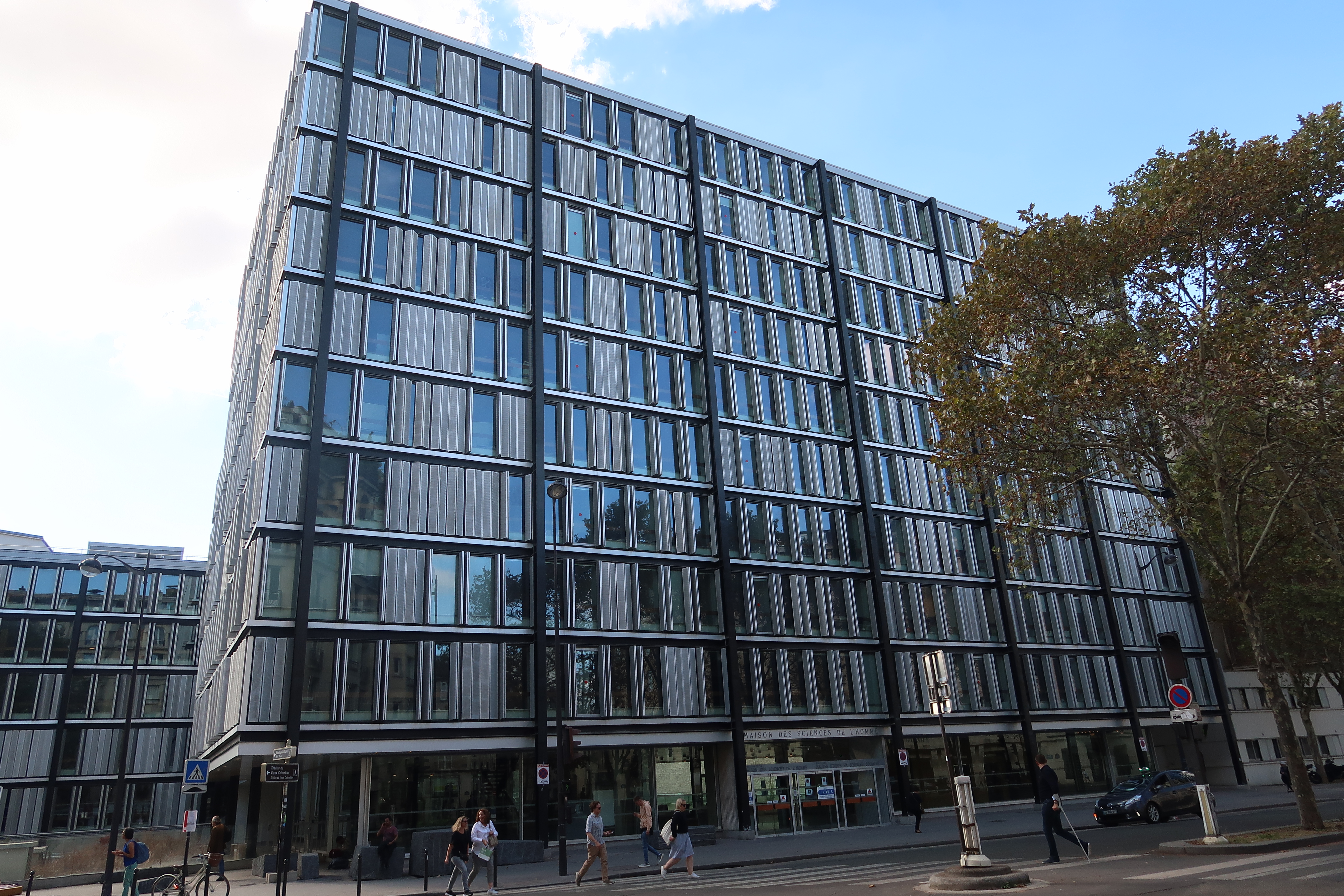
Die École des hautes études en sciences sociales (EHESS) in Paris gilt als prestigeträchtigste Forschungseinrichtung für Sozialwissenschaften von ganz Frankreich

Es gibt keine vollständige, offizielle Liste der Grandes Écoles. Sie können in verschiedenen öffentlichen Rechtsformen, als Unternehmen oder sogar als Vereine organisiert sein. Die Conférence des grandes écoles als Vereinigung der Grandes Écoles hat 231 Mitgliedshochschulen, darunter auch 13 Einrichtungen außerhalb Frankreichs.
Man unterscheidet im Wesentlichen:
- die vier Écoles normales supérieures: Diese Schulen bilden vor allem Forscher und Dozenten aus. Studenten, die ihr Curriculum abgeschlossen haben, sind als „ENS Alumni“' oder „Normaliens“ bekannt. Normaliens sind Beamte in der Ausbildung, und als solche erhalten sie ein monatliches Gehalt im Austausch gegen ihre Bereitschaft, zehn Jahre für den Staat zu arbeiten. Die bekannteste ist die École Normale Supérieure in Paris (Natur- und Geisteswissenschaften), mit dem Spitznamen „Ulm“ wegen der Adresse in der Rue d’Ulm.

- Ingenieurhochschulen: hier ist die École polytechnique (Spitzname l’X) – unter Aufsicht des französischen Verteidigungsministeriums – wohl die bekannteste und renommierteste. Weitere bekannte Schulen sind die École Nationale Supérieure des Mines de Paris, École Centrale Paris, die École Centrale de Lyon, die École nationale supérieure d’arts et métiers (ENSAM), École nationale de la Statistique et de l’Administration économique (ENSAE), École Nationale Supérieure de l’Aéronautique et de l’Espace (ISAE-SUPAERO), École Nationale Supérieure d’Électrotechnique, d’Électronique, d’Informatique, d’Hydraulique et des Télécommunications (ENSEEIHT), École Nationale Supérieure de Techniques Avancées (ENSTA),  Ecole Nationale des Ponts et Chaussées (ENPC), die École nationale des travaux publics de l’État (ENTPE), die École Spéciale des Travaux Publics (ESTP), die École supérieure de physique et de chimie industrielles de la ville de Paris (ESPCI ParisTech) oder die École des ingénieurs de la ville de Paris. Diese Ingenieurschulen sind für ihre hohen akademischen Ansprüche bekannt, sowohl in den wissenschaftlichen Disziplinen als auch in den Bereichen Management und Wirtschaft.

- Verwaltungshochschulen, sozialwissenschaftliche Hochschulen (die neun Instituts d’études politiques): Institut d’études politiques de Paris, früher auch als Institut d’Études Politiques de Paris (IEP de Paris) bekannt, ist eine der bekanntesten französischen Grandes Écoles. Sie liegt großteils im 7. Arrondissement mitten in Paris Saint-Germain in der Nähe zahlreicher Ministerien und wird im Volksmund schlicht Sciences Po genannt. Zwei französische Präsidenten (Jacques Chirac und François Mitterrand), dreizehn französische Ministerpräsidenten, zwölf ausländische Staatsoberhäupter oder Regierungschefs und ein UN-Generalsekretär wurden hier ausgebildet. Sciences Po hat lange Zeit praktisch die gesamte französische politische und wirtschaftliche Elite ausgebildet. Fast jeder französische Politiker oder Diplomat hat Sciences Po besucht, auch eine Vielzahl der Unternehmenschefs der größten französischen Unternehmen. Die Schule bietet zahlreiche generalistisch gehaltene Programme in politischen Wissenschaften, Geschichte, Soziologie, Ökonomie, aber auch Kommunikation, Finanzen, Wirtschaft, Stadtentwicklung, Management und Journalismus. Nach dem Zweiten Weltkrieg wurden weitere IEPs nach dem Modell der Sciences Po mit Sitz in anderen Teilen Frankreichs gegründet (in Aix-en-Provence, Bordeaux, Grenoble, Lille, Lyon, Rennes, Straßburg und Toulouse). Meist ist Sciences Po auch die „Eintrittskarte“ für die Postgraduierten-Hochschule ENA. Das ist eine hochselektive Verwaltungsakademie mittlerweile mit Sitz in Straßburg, nach deren Abschluss man normalerweise direkt in einem französischen Ministerium arbeiten kann, wenngleich viele Absolventen auch in die Privatwirtschaft gehen. Vier der acht französischen Präsidenten seit 1958 sowie zahlreiche Ministerpräsidenten und Minister waren bzw. sind Absolventen der ENA. Daneben gilt es allerdings auch die École des hautes études en sciences sociales zu erwähnen, welche vor allem für Forscher in Geistes- und Sozialwissenschaften großes Prestige mit sich bringt.

- Handelshochschulen: Die meisten Business Schools in Frankreich werden privat geführt, oft von den regionalen Handelskammern. Die drei bekanntesten sind die elitären Management-Schulen „Trois Parisiennes“: die École des Hautes Etudes Commerciales HEC, die ESSEC Business School und die ESCP Europe School of Management. Weiterhin zählt man die EM Lyon, die Grenoble Ecole de Management und die EDHEC Lille zu den besten Handelshochschulen weltweit.[5]  Auch die sich stark reformierende Sciences Po Paris, eigentlich keine École de Commerce im klassischen Sinne, bietet seit einigen Jahren sehr erfolgreich Business-Studiengänge an.

- Militärhochschulen wie die Militärschule Saint-Cyr (ESM Saint-Cyr) oder die Französische Marineschule
- Hochschulen für Agrar- und Umweltwissenschaften, wie AgroParisTech und dem Institut des sciences et industries du vivant et de l’environnement
- Veterinärsschulen wie die École nationale vétérinaire d’Alfort
- die beiden Pariser Kunsthochschulen École nationale supérieure des beaux-arts de Paris (ENSBA)
- die Ecole nationale supérieure des arts décoratifs (ENSAD)
- die École nationale des chartes für Archivare
- die École du Louvre für Kunsthistoriker und Archäologen
- La Fémis für Film- und Fernsehschaffende.

Dabei sind die Ingenieur- und die Handelshochschulen der häufigste Typus. Besonders diese unterscheiden sich natürlich sehr stark in ihrem Renommee und in ihrer Selektivität.

## Vergleich/Anerkennung der akademischen Abschlüsse vonGrandes Écolesin Deutschland
Das französische Bildungssystem ist genauso divers an akademischen Institutionen und Abschlüssen wie in Deutschland. Dies macht einen Vergleich nicht immer einfach. Viele deutsche Studenten studieren an französischen Grandes Écoles.

### Bewertung in der freien Wirtschaft
Traditionell werden die Abschlüsse der Elite-Universitäten Grandes Écoles sowohl bei französischen wie internationalen Arbeitgebern wesentlich höher eingeordnet als die normaler Universitäten. Man kann mit einem deutlich größeren Einstiegsgehalt rechnen. Dies zeigt sich auch daran, dass das Ranking der besten Hochschulen Frankreichs regelmäßig durch Grandes Écoles dominiert wird.
Ein weiterer Anhaltspunkt zum Vergleich bietet sich über internationale Akkreditierungen. So sorgt z. B. die AMBA-Akkreditierung dafür, dass die Qualitätskriterien der britischen Universitätsausbildung eingehalten werden. Einschätzungen für (evtl. bekanntere und anerkannte) britische MBA- oder DBA-Programme können in diesem Fall auf die französischen Abschlüsse übertragen werden.

### Einschätzung in der akademischen Welt und durch Behörden
Auch in Frankreich gibt es unterschiedliche Meinungen zur Stellung der angewandten wissenschaftlichen Abschlüsse, zum Beispiel zum Promotionsrecht von Grandes Écoles . Die Meinungen geht noch weiter auseinander, seit es in Frankreich keine Differenzierung mehr zwischen den früheren Titeln «Doctorat (unique)» (entsprach der deutschen Promotion) und dem «Doctorat d’État» (entsprach der deutschen Habilitation) mehr gibt. Die Kritik ist vergleichbar mit den Diskussionen über als minderwertig vermutete Promotionen von (Fach-)Hochschulen im Bundesland Hessen in Deutschland.

#### Infoportal anabin
Das offizielle deutsche Infoportal zu ausländischen Bildungsabschlüssen anabin weist bei französischen Abschlüssen von Grandes Écoles häufig darauf hin, dass die Datenbank „keinen Anspruch auf Vollständigkeit“ hat. Sie kennzeichnet diese Abschlüsse mit der Abschlussklasse „NZ“ („nicht zugeordnet“, wie z. B. beim „Master of Science“ oder „Master of Business Administration“), oder verweist auf das für Grandes Écoles gar nicht zuständige französische Kultusministerium. Die École polytechnique untersteht als Aufsichtsorgan beispielsweise dem Verteidigungsministerium, die École Nationale des Ponts et Chaussées dem Umweltministerium, oder die École nationale d’administration dem Innenministerium.
Teilweise wird auch darauf hingewiesen, dass die Abschlüsse von Grandes Écoles nicht auf nationaler Ebene erfolgen. Stattdessen verleihen die Einrichtungen die Abschlüsse selbst («diplôme d’établissement»), wie es auch an deutschen Hochschulen üblich ist. Anabin weist bei anderen Grandes Écoles darauf hin, dass es sich um private Einrichtungen handeln kann. Die gibt es in Deutschland auch, sogar mit Promotionsrecht wie z. B. die WHU Otto Beisheim School of Management.
In der Vergangenheit musste die Datenbank nach Entscheidungen der Kultusministerkonferenz bereits mehrfach ihre Einschätzungen revidieren. So im Jahr 2016 zum „Doctor of Business Administration“ (gleich welchem europäischen Herkunftsland) und zuletzt 2019 speziell für in Großbritannien abgeschlossene DBA-Programme für die Zeit nach dem Brexit.

#### Zentralstelle für ausländisches Bildungswesen
Die Zentralstelle für ausländisches Bildungswesen stellt 2021 kein amtliches Gutachten aus, wenn die Abschlussurkunde nicht auf Französisch vorliegt. Da internationale Studiengänge in Frankreich, wie in anderen Ländern auch, meist auf Englisch angeboten werden, erfolgt auch die Beurkundung auf Englisch. Gutachten werden auch nicht ausgestellt, wenn es sich um einen von der Hochschule verliehenen Abschluss handelt, zum Beispiel beim Mastère Spécialisé.

### Rechtliche Grundlagen für die Anerkennung in Deutschland
Staatliche Grandes Écoles werden durch ihr jeweils zugeordnetes Ministerium (z. B. das Verteidigungsministerium bei der École polytechnique) dazu berechtigt, akademische Abschlüsse aller drei Bologna-Ebenen zu vergeben.

#### Bologna-Vereinbarungen
Die europäischen Bologna-Vereinbarungen zielen unter anderem auf eine europaweite Vereinheitlichung von Studienabschlüssen ab.

#### Bilaterales Äquivalenzabkommen zwischen den Regierungen der Bundesrepublik Deutschland und der Französischen Republik
Im bilateralen Äquivalenzabkommen zwischen den Regierungen der Bundesrepublik Deutschland und der Französischen Republik von 1980, in der letzten Fassung von 2015, wird explizit nicht zwischen Grandes Écoles und normalen Universitäten unterschieden. Auch wird nicht auf die nationale Verleihung und ausschließliche Anerkennung bzw. Zuständigkeit durch das französische Kultusministerium eingegrenzt. Vielmehr fallen unter das Abkommen auf französischer Seite nicht nur Abschlüsse, die direkt vom Staat vergeben werden, sondern auch alle Abschlüsse von Einrichtungen, die von dem für die Hochschule zuständigen Minister für ihre Vergabe entsprechend akkreditiert sind. Auch der Status der Hochschule (staatlich, halbstaatlich öffentlich, privat) wird nicht eingegrenzt und vergebene Hochschulabschlüsse von „privaten Einrichtungen und Einrichtungen in Trägerschaft der Industrie- und Handelskammern“ unter staatlicher Hoheit des zuständigen Ministers inkludiert. Vielmehr müssen sich die Abschlüsse in die drei Niveaustufen des Europäischen Wirtschaftsraums, im Französischen auch als „premier cycle“ (Bachelor), „deuxième cycle“ (Master) und „troisième cycle“ (Promotion) einordnen lassen. Für Abschlüsse, die einen Grad der Bologna-Klassifikation erreichen, gilt eine formale Gleichwertigkeit des akademischen Grades (z. B. mit dem deutschen Dr. phil.), welche auch zum Beispiel zur Eingruppierung im Tarifvertrag für den öffentlichen Dienst herangezogen wird.

#### Beschlüsse der Kultusministerkonferenz (KMK) zur Gleichstellung einzelner Abschlüsse
Es gibt Beschlüsse der Kultusministerkonferenz (KMK) zur Gleichstellung einzelner Abschlüsse, wie z. B. dem "Doctor of Business Administration", gleich in welchem europäischen Land sie ausgestellt wurden.

#### Vereinbarung der Länder in der Bundesrepublik Deutschland über begünstigende Regelungen zur Führung ausländischer Hochschulgrade
Eine Vereinbarung der Länder in der Bundesrepublik Deutschland über begünstigende Regelungen zur Führung ausländischer Hochschulgrade aus dem Jahr 2000, letzte Fassung von 2019, erlaubt es Personen mit französischem Abschluss-Grad (als Mitgliedsstaat der EU) den Titel in der Originalform und auch als Abkürzung (z. B. „Dr.“, „MSc“), ohne Herkunftsbezeichnung in Deutschland zu führen. Die Regelungen wurden auch auf Länderebene in gleichlautenden Merkblättern veröffentlicht (Beispiel Baden-Württemberg). Danach ist die Führung ausländischer Grade genehmigungs- und zustimmungsfrei, wenn diese auf Grund eines absolvierten und durch Prüfung abgeschlossenen Studiums entsprechend dem jeweiligen Hochschulrecht des Herkunftslandes von einer Einrichtung/Institution verliehen wurde, die zur Verleihung des Grades im Herkunftsland als anerkannte Hochschule/Einrichtung berechtigt ist.

### Rangordnung der Regelungen
Soweit Äquivalenzabkommen gemäß § 35 Absatz 5 und Vereinbarungen der Länder in der Bundesrepublik Deutschland (KMK-Vereinbarungen) die Inhaber ausländischer Grade hinsichtlich der Form der Gradführung begünstigen, gehen diese Regelungen vor. Im Verhältnis von Äquivalenzabkommen und KMK-Vereinbarungen gilt die günstigere Regelung.